# Damir Vučko
Damir Vučko (Rijeka, 24. travnja 1990.), hrvatski reprezentativni rukometaš
Igrač RK Buzet/Buzeta.
S mladom reprezentacijom 2009. osvojio je zlato na svjetskom prvenstvu.  Hrvatska mlada reprezentacija za taj uspjeh dobila je Nagradu Dražen Petrović.